# Strömsunds moské
Strömsunds moské ligger i en hyreshuskällare på Strömvägen i stadsdelen Tingvalla i Strömsund. Den muslimska församlingen i Strömsund har drygt 200 medlemmar som företrädesvis är flyktingar från Uzbekistan.
I augusti 2008 anlades en brand i moskén och en 19-åring dömdes senare för mordbrand. Året efter utsattes den för ett nytt brandattentat.
Moskéns uzbekiska imam Obidkhon Sobitkhony (Obid Nazarov) utsattes för ett mordförsök 23 februari 2012.